# Jouy (Eure-et-Loir)
Jouy település Franciaországban, Eure-et-Loir megyében. Lakosainak száma 1989 fő (2022. január 1.). Jouy Soulaires, Coltainville, Saint-Prest, Berchères-Saint-Germain, Bouglainval, Chartainvilliers és Saint-Piat községekkel határos.

## Népesség
A település népességének változása:
| Lakosok száma | 1141 | 1608 | 1755 | 1888 | 1939 | 1943 | 1939 | 1961 | 1970 | 1989 |
|               | 1968 | 1982 | 1990 | 2006 | 2013 | 2015 | 2017 | 2019 | 2020 | 2022 |